# Psychotria gneissica
Psychotria gneissica är en måreväxtart som beskrevs av Spencer Le Marchant Moore. Psychotria gneissica ingår i släktet Psychotria och familjen måreväxter. Inga underarter finns listade i Catalogue of Life.